# مارتين جايتان
مارتين جايتان (بالإسبانية: Martín Gaitán) هو لاعب اتحاد الرغبي أرجنتيني، ولد في 15 يونيو 1978 في بارانا، انتري ريوس في الأرجنتين.

## وصلات خارجية
- مارتين جايتان على موقع سلسلة سباعيات الرغبي العالمية - رجال (الإنجليزية)
- مارتين جايتان عل موقع إسبنسكروم (الإنجليزية)
- مارتين جايتان على موقع ItsRugby.co.uk (الإنجليزية)